# Стаженські (герб)
Стаженські графи (пол. Starzeński Hrabia)- графський герб, різновид герба Лис, даний в Галичині. 

## Опис герба
Опис згідно класичними правилами блазонування: 
У червоному полі двічі перехрещена срібна стріла. Над щитом, крона графа, над якоюшолом з клейнодом: половина натуральної здибленої лисиці. Намет червоний, підбитий сріблом.

## Найперша згадка
Дано разом з графським титулом (hoch- und wohlgeboren, graf von) 1 грудня 1780 р. (Диплом від 5 лютого 1781 р.) у Галичині братам Мацею і Петру Стаженським. Підставою для надання був патент від 1775 р., володіння майном в Галичині і гідність кашелян, які мали близькі родичі (брат Юзеф). У Пруссії було підтверджено титул 7 грудня 1799 р. Графи Йозеф і Мацей були вилегітимовані у Королівстві Польщі в 1824 р., А титул дітей графа Йозефа Казимира, Міхала, Генрика і Зофії було підтверджено 30 листопада 1849 року.

## Геральдичний рід

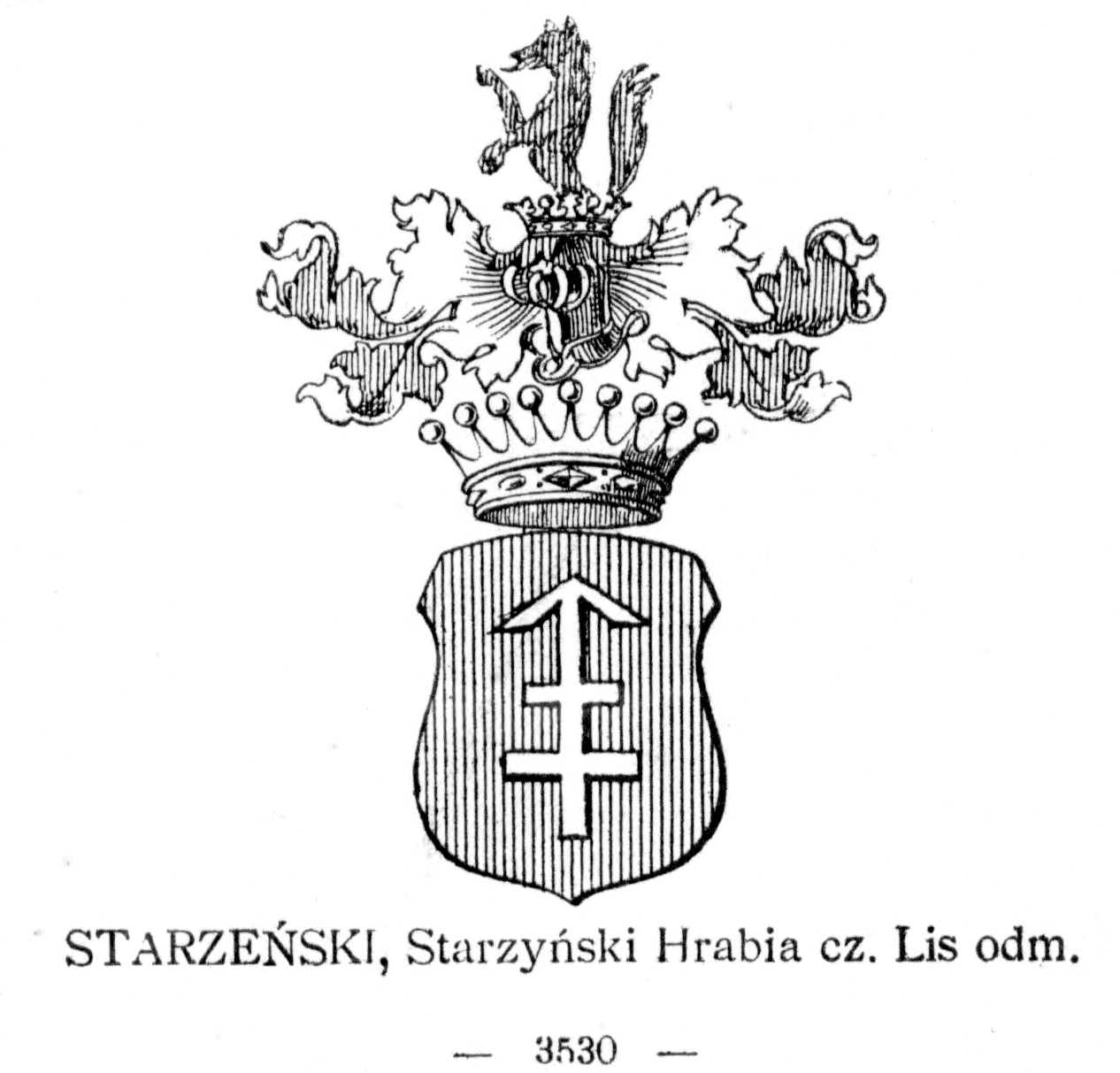
Księga herbowa rodów Polskich

Один гербовий рід (власний герб): 
- граф фон Стажениці-Стаженські.